# Gaia III: Atlantia
Gaia III: Atlantia es el noveno álbum de estudio de la banda Mägo de Oz, siendo este la última parte de la trilogía Gaia. Fue lanzado el 6 de abril de 2010 en distintos países de Europa y América excepto en México, donde fue lanzado el 19 de abril.
No se es sabido de una continuación a la línea Gaia de álbumes de Mägo de Oz. Desde un principio se dijo que iba a ser una trilogía; sin embargo, en la novela que acompaña el disco en su edición especial, se deja con un suspenso el final dando a entender que tal vez la historia no haya tenido fin (hablando sobre dos políticos que estaban sentados en su oficina tomando whisky, sin parar de reír, mientras el mundo era destruido). Según un comunicado de Txus Di Fellatio, después de Gaia III: Atlantia la banda se tomará un receso de tiempo sin determinar en su trabajo, no significando esto una disolución del grupo. En cuanto al futuro musical del grupo, el líder se refirió a que tal vez publiquen un álbum más simple e íntimo como La ciudad de los árboles aunque no cierra la posibilidad de continuar con una nueva línea conceptual igual de trabajada y "majestuosa" que la línea Gaia, y advirtió que tarde o temprano el grupo volverá a hacer un trabajo de este estilo.

## Lista de canciones
Todas las letras escritas por Txus Di Fellatio, excepto "El violín del diablo", por Patricia Tapia.
| CD 1 |                                             | |          |  |
| N.º  | Título                                      | Música | Duración |  |
| 1.   | «El latido de Gaia»                         | Carlos Prieto "Moha", J.C. Marín 'Carlitos', Frank, Sergio Cisneros "Kiskilla", Fernando Ponce, Pedro Díaz "Peri" | 4:10     |  |
| 2.   | «Dies Irae (El día de la ira)»              | Di Fellatio, Javier Díez (con inserto de Badinerie de Bach)                                                       | 9:27     |  |
| 3.   | «Für Immer»                                 | Di Fellatio | 4:43     |  |
| 4.   | «Vodka 'n' roll»                            | Di Fellatio | 3:37     |  |
| 5.   | «El príncipe de la dulce pena (Parte IV)»   | Di Fellatio | 4:24     |  |
| 6.   | «Mi hogar eres tú»                          | Di Fellatio, Díez                                                                                                 | 6:04     |  |
| 7.   | «Fuerza y honor (El Dorado)» (Instrumental) | "Moha", "Carlitos", Frank, "Kiskilla", Ponce, "Peri", Tapia                                                       | 4:50     |  |
| 8.   | «El violín del diablo»                      | "Moha", "Carlitos", Frank, "Kiskilla", Ponce, "Peri", Tapia                                                       | 4:56     |  |
| 9.   | «Siempre (Adiós Dulcinea - Parte II)»       | Di Fellatio, Díez                                                                                                 | 4:46     |  |

| CD 2 |                                   |                                                                   |          |  |
| N.º  | Título                            | Música                                                            | Duración |  |
| 1.   | «Mis demonios (Atrévete a vivir)» | Di Fellatio, "Kiskilla", Díez                                     | 4:14     |  |
| 2.   | «Que el viento sople a tu favor»  | "Moha", "Carlitos", Frank, José Andrëa, "Kiskilla", Ponce, "Peri" | 4:17     |  |
| 3.   | «Sueños dormidos»                 | Di Fellatio, Díez                                                 | 5:17     |  |
| 4.   | «Aún amanece gratis»              | "Moha", "Carlitos", Frank, "Kiskilla", Ponce, "Peri", Tapia       | 4:53     |  |
| 5.   | «La soga del muerto (Ayahuasca)»  | "Moha", "Carlitos", Frank, Andrëa, "Kiskilla", Ponce, "Peri"      | 3:15     |  |
| 6.   | «La ira de Gaia»                  | "Moha", "Carlitos", Frank, Andrëa, "Kiskilla", Ponce, "Peri"      | 6:50     |  |
| 7.   | «Atlantia»                        | Di Fellatio, Frank, Díez                                          | 19:14    |  |

### Edición especial (2010)[5]
| CD 1  |                                           |          |  |
| N.º   | Título                                    | Duración |  |
| 1.    | «El Latido de Gaia»                       | 4:07     |  |
| 2.    | «Dies Irae»                               | 9:26     |  |
| 3.    | «Für Immer»                               | 4:42     |  |
| 4.    | «Vodka 'n' Roll»                          | 3:36     |  |
| 5.    | «El Príncipe de la Dulce Pena (Parte IV)» | 4:23     |  |
| 6.    | «Mi Hogar eres Tú»                        | 6:03     |  |
| 7.    | «Fuerza y Honor (El Dorado)»              | 4:48     |  |
| 8.    | «El Violín del Diablo»                    | 4:55     |  |
| 9.    | «Siempre (Adiós Dulcinea - Parte II)»     | 4:45     |  |
| 46:45 |                                           |          |  |

| CD 2  |                                   |          |  |
| N.º   | Título                            | Duración |  |
| 1.    | «Mis Demonios (Atrévete a Vivir)» | 4:13     |  |
| 2.    | «Que el Viento Sople a tu Favor»  | 4:16     |  |
| 3.    | «Sueños Dormidos»                 | 5:16     |  |
| 4.    | «Aún Amanece Gratis»              | 4:52     |  |
| 5.    | «La Soga del Muerto (Ayahuasca)»  | 3:14     |  |
| 6.    | «La Ira de Gaia»                  | 6:48     |  |
| 7.    | «Atlantia»                        | 19:14    |  |
| 47:53 |                                   |          |  |

| CD 3 (Gaia: Epílogo) |                                                                   |          |  |
| N.º                  | Título                                                            | Duración |  |
| 1.                   | «Madre Tierra»                                                    | 1:39     |  |
| 2.                   | «El Líder»                                                        | 4:32     |  |
| 3.                   | «Para que no Muera de Frío una Canción, llenala de Rock 'n' Roll» | 5:22     |  |
| 4.                   | «Y Serás Canción (2010)»                                          | 6:03     |  |
| 5.                   | «In Memorian»                                                     | 5:29     |  |
| 6.                   | «Las Lágrimas de Gaia»                                            | 5:22     |  |
| 7.                   | «Puedes Contar Conmigo (2010)»                                    | 4:04     |  |
| 8.                   | «Cuánto Cabe en un Adiós»                                         | 4:24     |  |
| 9.                   | «Adiós Dulcinea (2010)»                                           | 7:07     |  |
| 10.                  | «Epílogo»                                                         | 4:32     |  |
| 48:34                |                                                                   |          |  |

| DVD   |                                                 |          |  |
| N.º   | Título                                          | Duración |  |
| 1.    | «Making Off Gaia III: Atlantia»                 |          |  |
| 2.    | «VideoClip Vodka 'n' Roll»                      |          |  |
| 3.    | «VideoClip Siempre (Adiós Dulcinea - Parte II)» |          |  |
| 4.    | «Entrega disco de oro por Gaia III: Atlantia»   |          |  |
| 5.    | «VideoClip Que el Viento Sople a tu Favor»      |          |  |
| 50:47 |                                                 |          |  |

## Intérpretes
- Txus Di Fellatio: Batería y voz en Atlantia.
- José Andrëa: Voz.
- Carlitos: Guitarra solista.
- Frank: Guitarra rítmica, guitarra acústica y voz en Atlantia y mis demonios (2da voz).
- Peri: Bajo.
- Mohamed: Violín
- Kiskilla: Teclados, sintetizadores y acordeón
- Fernando Ponce: Flauta travesera, whistle y pito castellano
- Patricia Tapia: Coros y Voz en El Violín del Diablo, Sueños Dormidos.
- Adolf Hitler: Voz en Für immer.

### Colaboraciones
- Leo Jiménez (Stravaganzza): Voz en Atlantia
- Tete Novoa (Saratoga): Voz en Atlantia
- Jorge Salán: Solo de guitarra en Dies Irae, Mi hogar eres tú y Mis demonios (Atrévete a vivir)
- Dani Mateo: Voz de El latido de Gaia
- Kutxi Romero (Marea): Voz en Vodka 'n' Roll
- Carlos Escobedo (Savia, Sôber): Voz en El Príncipe de la Dulce Pena IV y en Mis demonios (Atrévete a vivir)
- Silver (Muro, Silver Fist): Coros en Atlantia
- Javi Díez: Arreglos de teclado y música en Siempre (Adiós Dulcinea - Parte II), Mis Demonios (Atrévete a vivir) y solo de guitarra en Atlantia
- Francis Sarabia: Voz en La ira de Gaia
- Tony Menguiano: Coros y voz en Atlantia
- Natalia Martin: Voz en Atlantia

## Ventas
Mägo de Oz conseguiría disco de oro  por más de 100.000 copias vendidas.

## Gira
La gira en torno a este álbum fue llamada AGAIAte que Vienen Curvas Tour.

## Temática
El disco se compone de dieciséis canciones en su totalidad originales, que vienen distribuidas en dos discos compactos. El sonido del álbum se caracteriza por ser más oscuro que los anteriores trabajos de Mägo de Oz, cobrando mayor protagonismo las guitarras altamente distorsionadas y la utilización de una orquesta para dotar a los matices musicales de mayor profundidad acordes al contenido oscuro de las letras. Se pueden encontrar referencias líricas a varias canciones de los anteriores álbumes de la trilogía Gaia, también hay continuaciones de canciones tanto de la trilogía como de proyectos aparte de ella (por ejemplo: "Siempre", que es la segunda parte de "Adiós, Dulcinea", perteneciente al álbum El cementerio de los versos perdidos). Txus di Fellatio llama a este disco como un "álbum maduro" acorde con la trayectoria del grupo, que ha estado actualizándose con sonidos modernos sin quedarse en el pasado para abrirse musicalmente y experimentar un cambio en su sonido como banda.